# Jakub Zdeněk
Jakub Zdeněk (* 28. října 1979 v Praze) je český herec.
Debutoval jako malé dítě na operačním stole ve filmu Skalpel, prosím (1985). Mezi významnější role patřil Blesk ve druhém a třetím pokračování pohádky Princezna Fantaghiró a Harry v seriálu Zdivočelá země (1997). Mimo herecké činnosti se ve větší míře věnoval i dabingu, kde obstarával hlasy především dětských herců (například postava Mitche Murphyho v Sám doma).